# Over the hills
Over the hills is een nummer van de Volendamse band BZN uit 1990. Het werd uitgebracht als derde single van het album Horizon. Over the hills stond drie weken in de Nederlandse Top 40 en behaalde daarin de dertigste plaats. 